# Maera edwardsi
Maera edwardsi is een vlokreeftensoort uit de familie van de Maeridae. De wetenschappelijke naam van de soort is voor het eerst geldig gepubliceerd in 1920 door Chevreux.